# Cuerna obtusa
Cuerna obtusa är en insektsart som beskrevs av Oman et Beamer 1944. Cuerna obtusa ingår i släktet Cuerna och familjen dvärgstritar. Inga underarter finns listade i Catalogue of Life.